# Edwin Montagu
 (juillet 2025).
Pour les articles homonymes, voir Montagu (homonymie).
Edwin Samuel Montagu ou plus simplement Edwin Montagu, né le 6 février 1879 et mort le 15 novembre 1924, est un homme politique britannique.

## Biographie
Il est deux fois chancelier du duché de Lancastre en 1915 et 1916 et surtout Secrétaire d'État à l'Inde entre 1917 et 1922. Il est auparavant Sous-secrétaire d'État à l'Inde de 1910 à 1914. Il est aussi brièvement ministre de l'Armement en 1916. Il est membre du Parti libéral.
Juif lui-même et troisième ministre juif de l'histoire britannique, il s'oppose au projet sioniste soutenu par le gouvernement britannique depuis la déclaration de Balfour de 1917, estimant que le sionisme pouvait produire une violente réaction contre les juifs qui choisiraient de rester en Europe,

## Sources
- (en) « Mr Edwin Montagu »(Archive.org • Wikiwix • Archive.is • Google • Que faire ?), sur HANSARD 1803–2005
- (en) « Mr Edwin Montagu » sur Hansard 1803–2005